# فاناجم
فاناجم (بالفارسية: وناجم) هي منطقة سكنية تقع في إيران في مازندران. يقدر عدد سكانها بـ 150 نسمة بحسب إحصاء 2016.